# Gorenja vas - Reteče
Gorenja vas - Reteče (tudi Gorenja vas pri Retečah) je naselje pri Retečah v Občini Škofja Loka.